# Selbstachtungsbewegung
Die Selbstachtungsbewegung (englisch: Self-Respect Movement, Tamil: சுயமரியாதை இயக்கம் Cuyamariyātai Iyakkam [ˈsujəmarɨjaːd̪ɛi̯  ˈijʌkːʌm] oder தன்மான இயக்கம் Taṉmāṉa Iyakkam [ˈt̪anmaːnə  ˈijʌkːʌm]) oder Selbstachtungsliga (englisch: Self-Respect League) war eine von 1926 bis 1944 bestehende sozialreformerische Organisation im heutigen indischen Bundesstaat Tamil Nadu. Sie wurde von E. V. Ramasami (Periyar) geführt und ist der Dravidischen Bewegung zuzurechnen. Die Selbstachtungsbewegung wandte sich gegen das Kastensystem und die postulierte gesellschaftliche Übermacht der Brahmanen. Sie vertrat das Ziel, den tamilischen Nichtbrahmanen ein Gefühl von „Selbstachtung“ auf Grundlage ihrer dravidischen Identität zu verschaffen. 1944 fusionierte die Selbstachtungsbewegung mit der Justice Party zur Organisation Dravidar Kazhagam.

## Gründung

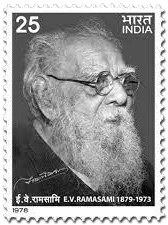
E. V. Ramasami

Die Selbstachtungsbewegung wurde 1926 von S. Ramanathan (1896–1970) gegründet. Ramanathan war ein junger nichtbrahmanischer Jurist und zu dem Zeitpunkt noch Mitglied des Indischen Nationalkongresses, der unter der Führung Mahatma Gandhis für die indische Unabhängigkeit eintrat. Ramanathan war Vorsitzender der von Gandhi gegründeten All India Spinners’ Association, die die Produktion von Khadi (handgesponnener Baumwolle) als Alternative zu der von den britischen Kolonialherren eingeführten Importware propagierte. Wie viele andere nichtbrahmanische Kongress-Politiker in Tamil Nadu war Ramanathan aber von der Dominanz der Brahmanen in der Kongresspartei und von den Positionen Gandhis, der das orthodoxe Kastensystem verteidigte, enttäuscht. Daher gründete er 1926 die Selbstachtungsbewegung als sozialreformerische Organisation. Den Vorsitz trug er E. V. Ramasami (alias Periyar, 1879–1973) an, der zu jener Zeit der einflussreichste nichtbrahmanische Kongress-Politiker in Tamil Nadu war, sich aber ebenfalls von der Partei entfremdet hatte. Auch die meisten anderen Gründungsmitglieder der Selbstachtungsbewegung rekrutierten sich aus der Kongresspartei.
Die Selbstachtungsbewegung war anfangs nicht sehr aktiv, ehe E. V. Ramasami, ebenso wie S. Ramanathan, 1927 aus der Kongresspartei austrat. Von nun an konzentrierte sich Ramasami auf die Selbstachtungsbewegung und machte sie zum Vehikel seiner sozialreformerischen Agenda. Die Selbstachtungsbewegung wuchs schnell zu einer mitgliederstarken Organisation. Bereits 1928 hatte sie um die sechzig Zweigstellen in allen tamilischsprachigen Distrikten der Provinz Madras und etwa 4.000 Mitglieder. Bis 1933 stieg die Anzahl auf 117 Zweigstellen mit über 10.000 Mitgliedern an. Die Selbstachtungsbewegung war nicht in das parteipolitische Geschäft eingebunden, sondern agierte mit öffentlichen Kampagnen und propagandistischen Aktivitäten. Als Sprachrohr diente ihr dabei eine Reihe von Zeitschriften: E. V. Ramasami gab bereits seit 1924 die Zeitschrift Kudi Arasu („Volksherrschaft“) sowie ab 1935 die Viduthalai („Freiheit“), beide in tamilischer Sprache, heraus. Um auch die Englisch sprechenden gebildeten Schichten zu erreichen, gründete S. Ramanathan die 1928 englischsprachige Zeitschrift Revolt.

## Ideologische Festigung unter E. V. Ramasami
Die Ideologie der Selbstachtungsbewegung wurde im Wesentlichen von ihrem Vorsitzenden E. V. Ramasami bestimmt. Ramasami widersetzte sich der postulierten gesellschaftlichen Dominanz der Brahmanen, die nach dem normativen Varna-Modell die höchste Stellung im Kastensystem innehaben. Daher forderte er, das Kastenwesen, auf dem aus seiner Sicht die brahmanische Dominanz beruhte, abzuschaffen. Ebenso lehnte er den Hinduismus als Grundlage des Kastensystems ab und kritisierte die hinduistische Mythologie wie das Epos Ramayana. Anstelle der von brahmanischen Priestern durchgeführten Rituale versuchte er areligiöse Zeremonien wie die sogenannten „Selbstachtungsheiraten“ (self-respect marriages) einzuführen. Seinen Anti-Brahmanismus verknüpfte Ramasami mit den zu jener Zeit vorherrschenden Diskursen über Arier und Draviden: Ausgehend von der These, das Kastensystem sei begründet worden, als die von außen nach Indien eingewanderten Arier die eingeborenen Draviden unterjocht und zu Niedrigkastigen erklärt hatten, betrachtete Ramasami die Brahmanen als Arier und die Nichtbrahmanen als Draviden. Er lehnte die Sanskrit-Sprache ebenso als arisch ab wie alle kulturellen Einflüsse aus dem „arischen“ Nordindien.
1929 fand in Chingleput die erste provinzweite „Selbstachtungskonferenz“ statt, bei der unter anderem beschlossen wurde, dass alle Mitglieder der Selbstachtungsbewegung als Zeichen der Ablehnung des Kastenwesens ihre Nachnamen, die auf die Zugehörigkeit zu einer Kaste verwiesen, ablegen würden. Zudem wurde eine Resolution verabschiedet, in der die Nichtbrahmanen aufgefordert wurden, keine Tempel mehr zu besuchen, in denen brahmanische Priester tätig sind. Dies führte zu erbitterten Gegenreaktionen auf Seiten der Brahmanen, aber auch unter orthodoxen Nichtbrahmanen, die der Selbstachtungsbewegung Atheismus vorwarfen. Gleichwohl setzte die Selbstachtungsbewegung in den frühen 1930er Jahren ihre antireligiöse Propaganda fort und weitete sie auch auf andere Religionen wie das Christentum aus. Zugleich wandte sie sich verstärkt klassenkämpferischen Positionen zu und begann einen Kommunismus nach sowjetischem Vorbild zu propagieren.
1937 organisierte die Selbstachtungsbewegung Massenproteste gegen den Beschluss der Kongress-geführten Regierung von Madras, die nordindische Sprache Hindi als Pflichtfach in den Schulen der Provinz einzuführen. Während die Kongresspartei das Hindi als gesamtindische Lingua franca propagierte, betrachteten die Anhänger der Selbstachtungsbewegung das Hindi als arische Sprache und ihre Einführung als brahmanisch-nordindische Verschwörung gegen das Tamil. E. V. Ramasami war eine treibende Kraft der Proteste und wurde deshalb zu einer Gefängnisstrafe verurteilt. Im Zusammenhang mit den Anti-Hindi-Protesten begann die Selbstachtungsbewegung tamilisch-nationalistische Positionen zu vertreten. 1938 erhob E. V. Ramasami die Forderung nach einem unabhängigen Dravidenstaat: Analog zu der zu jener Zeit von der Muslimliga geforderten Gründung Pakistans sollten die Draviden einen eigenen Staat Dravida Nadu („dravidisches Land“) bekommen.

## Verhältnis zur Justice Party und Fusion zur Dravidar Kazhagam
Parallel zur Selbstachtungsbewegung existierte in jener Zeit die Justice Party, eine politische Partei, die ebenfalls ein dezidiert antibrahmanisches Programm vertrat und die dravidische Identität der Nichtbrahmanen propagierte. Die Justice Party war in ihrer Ideologie aber weniger radikal als die Selbstachtungsbewegung. Zudem wurde sie vor allem von Angehörigen nichtbrahmanischer Elite-Kasten getragen, während die Selbstachtungsbewegung auch unter den unteren Gesellschaftsschichten Anhänger fand. Gleichwohl gab es personelle Schnittmengen zwischen Selbstachtungsbewegung und Justice Party. E. V. Ramasami selbst hatte sich 1935 der Justice Party zugewandt. Dies führte dazu, dass S. Ramanathan, der Ramasamis Unterstützung der Justice Party nicht guthieß, aus der Selbstachtungsbewegung austrat.
Nachdem die Justice Party, die seit 1930 die Regierung der Provinz Madras gestellt hatte, 1937 bei den Wahlen zum Provinzparlament eine vernichtende Niederlage gegen die Kongresspartei erlitten hatte, hoffte sie von der breiten Popularität der Selbstachtungsbewegung profitieren zu können. 1938 wurde E. V. Ramasami, der zu diesem Zeitpunkt wegen seiner Beteiligung an den Anti-Hindi-Protesten in Haft saß, zum Vorsitzenden der Justice Party gewählt. Ramasami formte daraufhin die Justice Party nach seinen Vorstellungen um und setzte durch, dass sich die Selbstachtungsbewegung und die Justice Party 1944 zur Organisation Dravidar Kazhagam (DK, „Bund der Draviden“) vereinigten.